# Musée des locomotives à vapeur de Sibiu
 (octobre 2022).
Si vous disposez d'ouvrages ou d'articles de référence ou si vous connaissez des sites web de qualité traitant du thème abordé ici, merci de compléter l'article en donnant les références utiles à sa vérifiabilité et en les liant à la section « Notes et références ».
Le musée des locomotives à vapeur (en roumain : Muzeul locomotivelor cu abur) est un musée ferroviaire situé à Sibiu en Roumanie. Il abrite une collection de locomotives à vapeur.

## Description
Inauguré en 1994, le musée comprend 23 locomotives à voie normale, 10 locomotives à voie étroite, 3 chasse-neige et 2 grues à vapeur. Sept de ces locomotives sont actives et sont utilisées sur une variété de trains spéciaux pour les passionnés et d'autres groupes.
Le musée des locomotives est situé en face de la gare principale de Sibiu, comprenant l'ancienne rotonde et la plaque tournante à travers les voies ferrées. Une partie de la zone de dépôt est encore utilisée.
Les locomotives exposées ont été construites entre 1885 et 1959 en Roumanie et dans d'autres pays, comme l'Allemagne (Henschel & Sohn, Borsig, Schwartzkopff) et les États-Unis (Baldwin Locomotive Works).